# Liste der Kulturgüter in Unteriberg
Die Liste der Kulturgüter in Unteriberg enthält alle Objekte in der Gemeinde Unteriberg im Kanton Schwyz, die gemäss der Haager Konvention zum Schutz von Kulturgut bei bewaffneten Konflikten, dem Bundesgesetz vom 20. Juni 2014 über den Schutz der Kulturgüter bei bewaffneten Konflikten sowie der Verordnung vom 29. Oktober 2014 über den Schutz der Kulturgüter bei bewaffneten Konflikten unter Schutz stehen.
Objekte der Kategorie A sind im Gemeindegebiet nicht ausgewiesen, Objekte der Kategorie B sind vollständig in der Liste enthalten, Objekte der Kategorie C fehlen zurzeit (Stand: 1. Januar 2023). Unter übrige Baudenkmäler sind zusätzliche Objekte zu finden, die gemäss Angaben des kantonalen Denkmalschutzes als geschützte Denkmäler eingestuft wurden und nicht bereits in der Liste der Kulturgüter enthalten sind.

## Kulturgüter
| Foto |                                                                             | Objekt                               | Kat. | Typ | Standort                               | Beschreibung                                                                              |
| ---- | --------------------------------------------------------------------------- | ------------------------------------ | ---- | --- | -------------------------------------- | ----------------------------------------------------------------------------------------- |
| ja   | Datei hochladen · Wikidata zu Pfarrkirche St. Josef (Q29882314)             | Pfarrkirche St. Josef KGS-Nr.: 04896 | B    | G   | Waagtalstrasse 31.1 703670 / 212602    |                                                                                           |
| ja   | Datei hochladen · Wikidata zu Kapelle Hirsch (Q29882310)                    | Kapelle Hirsch KGS-Nr.: 04897        | B    | G   | Sonnenbergstrasse 47.3 704270 / 211939 |                                                                                           |
| ja   | Datei hochladen · Wikidata zu Haus Boden (Q29882145)                        | Haus Boden KGS-Nr.: 12992            | B    | G   | Waagtalstrasse 107 703700 / 210774     |                                                                                           |
| ja   | Datei hochladen · Wikidata zu Jessenenbrücke - Teil Unteriberg (Q123560211) | Jessenenbrücke KGS-Nr.: 12994        | B    | G   | Jässenenbrücke 702596 / 212370         | Objekt liegt hälftig auf dem Gemeindegebiet von Unteriberg und Oberiberg (KGS-Nr. 04834). |
| ja   | Datei hochladen · Wikidata zu Kapelle St. Ottilien (Q29882311)              | Kapelle St. Ottilien KGS-Nr.: 12995  | B    | G   | Alte Gasse 7.3 703739 / 214089         |                                                                                           |

## Übrige Baudenkmäler
| ID     | Foto |                 | Objekt                   | Typ | Standort                                     | Beschreibung |
| ------ | ---- | --------------- | ------------------------ | --- | -------------------------------------------- | ------------ |
| 09.002 | ja   | Datei hochladen | Pfarrkirche St. Wendelin | G   | Studen, Kirchmatt 3.1 705951 / 214547        |              |
| 09.004 | BW   | Datei hochladen | Kapelle Syti             | G   | Syti 3.1 703867 / 211145                     |              |
| 09.006 | BW   | Datei hochladen | Kapelle Magdalena        | G   | Studen, Ochsenboden 48 707511 / 213413       |              |
| 09.007 | BW   | Datei hochladen | Kapelle Boden            | G   | Waagtalstrasse 108.5 703386 / 210626         |              |
| 09.009 | BW   | Datei hochladen | Haus Breitried           | G   | Studen, Breitried 1 706983 / 214427          |              |
| 09.010 | ja   | Datei hochladen | Haus                     | G   | Studen, Oberstudenstrasse 11 706686 / 214638 |              |
| 09.011 | ja   | Datei hochladen | Schwyzer Bauernhaus      | G   | Studen, Oberstudenstrasse 12 706792 / 214579 |              |
| 09.012 | ja   | Datei hochladen | Schwyzer Giebelhaus      | G   | Studen, Oberstudenstrasse 13 706664 / 214678 |              |
| 09.013 | ja   | Datei hochladen | Haus                     | G   | Studen, Riedweg 2 706008 / 214663            |              |
| 09.014 | ja   | Datei hochladen | Haus Meierhöfli          | G   | Alte Gasse 23 703859 / 214308                |              |
| 09.015 | BW   | Datei hochladen | Haus Schachen            | G   | Waagtalstrasse 109 703807 / 210667           |              |
| 09.018 | ja   | Datei hochladen | Friedhofkapelle          | G   | Studen, Kirchmatt 3.2 705989 / 214569        |              |

Legende: Siehe Legende der Liste der Kulturgüter von nationaler und regionaler Bedeutung. Anstelle der KGS-Nummer wird als Objekt-Identifikator (ID) die Nummer im Kantonalen Schutzinventar (KSI) verwendet.